# ウミクワガタ
ウミクワガタ（海鍬形）は、等脚目ウミクワガタ科(Gnathiidae)に属する海産甲殻類の総称である。タイプ属の属名からグナチアとも呼ばれる。クワガタという名がついているが昆虫ではなく、ダンゴムシやワラジムシ・ダイオウグソクムシなどに近縁である。

## 形態
雄成体はクワガタムシのように大顎が発達する。雌成体では大顎は完全に欠き、胸部が大きく膨み、卵を抱える育房となっている。一方、幼生はプラニザ幼生(Praniza larvae)と呼ばれ、雌雄の区別がつかない。
プラニザ幼生は魚類の体液を吸うが、成体は何も食べず繁殖のみを行う（詳しくは#生態の項参照）。そのため、多くのプラニザ幼生では口器が吸血のために針状になっている。また、胸部は多くの体液を溜め込むことができ、吸血前は胸部の節目が明瞭だが、吸血後は節目が不明瞭になるほど膨張する。一般的にワラジムシ目の幼生はマンカ幼生(Manca larvae)と呼ばれ、第7歩脚を欠く以外、成体とほとんど変わらない形態をしている。
ウミクワガタ類の形態の特徴は、雄成体の大顎だけではない。第1胸節が頭部と癒合し、その付属肢が口器（成体は団扇状の口器、幼生は歩脚状の口器）になる。また、第7胸節が退化して小さくなり、第1腹節の上に重なっている。そのため、歩脚が5対となっている。他のワラジムシ目では、普通、胸節は7節で、その付属肢である歩脚は7対である。
このように、ウミクワガタ科では幼生・雌成体・雄成体の形態がそれぞれ大きく異なり、基本的な本科の体制も、ワラジムシ目の中でも特異な形態を呈している。
図が示す通り、ウミクワガタ科では、5節からなる腹節は胸節よりも狭い。各腹節には、先端に羽毛状の剛毛を備えた葉状の腹肢があり、遊泳に用いられる。しかし、成体になって腹肢の先端にある剛毛が小さく退化し、遊泳できなくなる種類もいる（例；ドロホリウミクワガタ）。

## 分布
ウミクワガタ類の分布は広く、潮間帯・汽水域・干潟・南極や水深約4000mの深海まで、世界中の海から報告されている。しかし、ほとんどの種は全長1cm以下と小さく、プラニザ幼生の寄生時以外は海底の目立たない場所に潜んでいるため、人目につきづらい。したがって、今後多くの新種が発見されると考えられる。

## 生態
ウミクワガタ類の生活環は、魚類に寄生するプラニザ幼生と、海底で何も食べずに繁殖のみを行う成体で、大きく2つに分けることができる。生活環の1巡にかかる期間は2か月から数年で、種によって異なる。雌より雄の方が長生きであるという報告もある。

### 寄生虫としてのウミクワガタ

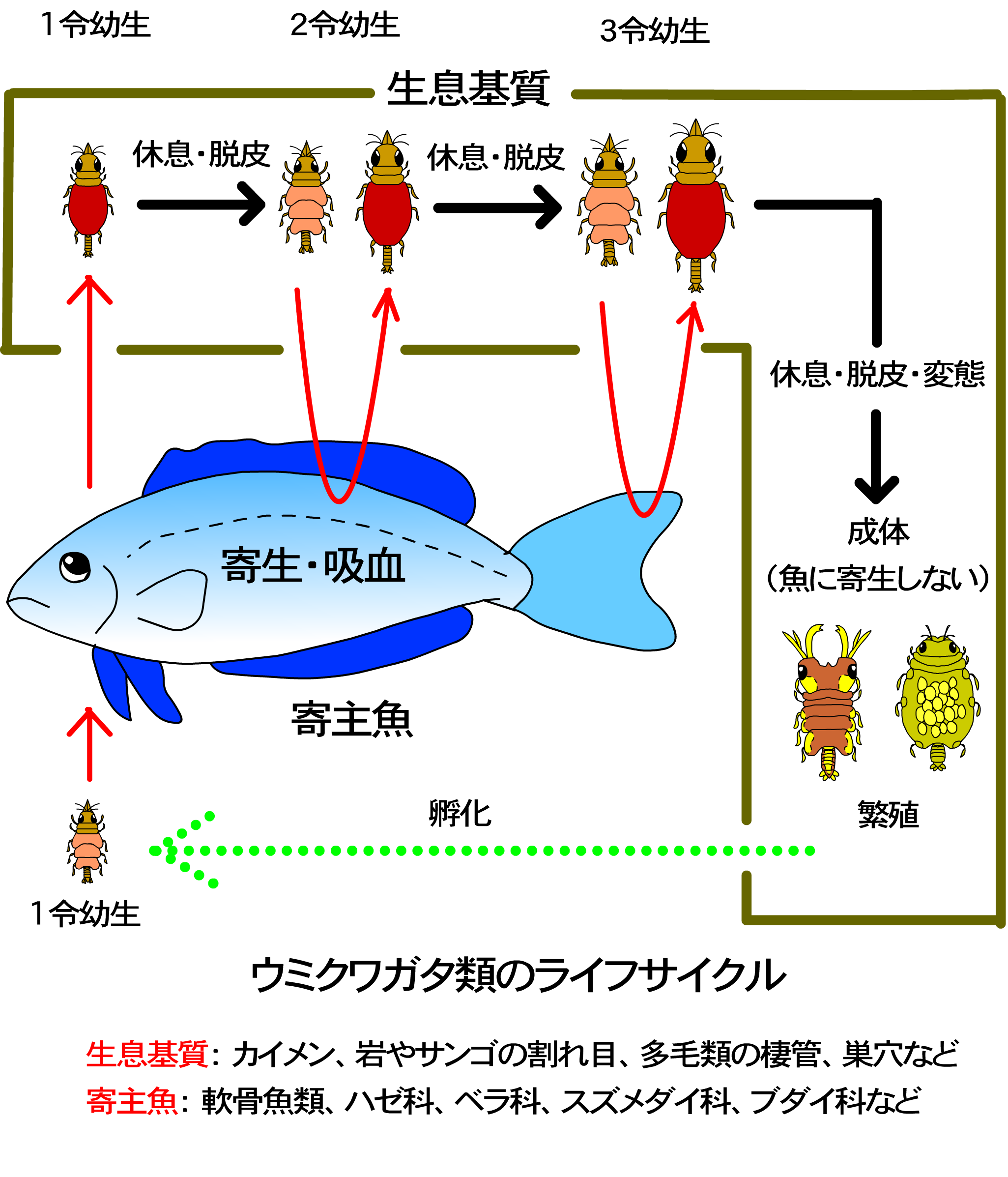
生活環

プラニザ幼生は、一時的に魚類の血を吸う外部寄生虫である。吸血を始めてしばらくすると、プラニザ幼生の胸部は魚の血液で満たされ、胸節の節目が不明瞭になるほどに膨む。その後魚から離れ、海底に降りて休息と脱皮を行う。脱皮後、吸った血液が消化されると、再び魚の血を吸うために活発に泳ぎだす。3度目の脱皮時に成体へ変態する。
寄生する魚種は様々で、小さなハゼからエイやサメなどの大型魚類まで多岐にわたる。寄主と海底を何度も行き来するためか、魚種によって寄生するウミクワガタの種類も異なるということはない（宿主特異性が低い）。寄生部位は口腔、鰓、鰭と様々だが、その魚の比較的表皮の薄い部位に吸血していることが多く、黒ゴマが付いているように見える。吸血時間は、数時間から数日を要する。サンゴ礁域で寄生中のプラニザ幼生は、ホンソメワケベラなどの掃除魚に捕食される。

### 底生動物としてのウミクワガタ
成体へ変態したウミクワガタは何も食べず、幼生期に吸った血のみを栄養源としている。雌成体は胸部いっぱいに卵を抱く。卵が孵化し、新たな幼生が抱卵嚢から出ていくと、雌成体の胸部は空となり、やがて死亡する。一方、雄成体は雌成体をガードするため、雌成体の近くにいることが多い。こうしてウミクワガタの成体は海底に隠れて一生を終える。雄成体の大顎の用途はまだはっきりと分かっていないが、少なくともヨーロッパの種類では、雌を挟み込んで捕まえることが分かっている。
ウミクワガタ類の成体が棲む場所は、カイメンの内部、泥の中、岩や死サンゴの隙間、ゴカイの棲管の中など、様々である。1個体の雄成体が複数の雌成体と交尾、ガード、つまりハーレムを形成する種類も見つかっている。
ウミクワガタ類は海洋調査船の底性動物調査で偶然見つかる例が多く、研究者のみに知られていた生き物であった。しかし、近年のスキューバダイビングの普及により、一般のダイバーでも観察が可能になった。こうした観察例が増えることで、ウミクワガタ類の新たな分布や生息場所が分かり、新種の発見にも繋がるかもしれない。

## 下位分類
ウミクワガタ科は世界で12属190種以上、日本では6属30種ほどが知られている。本科における属や種の同定は、雄成体の頭部・口器・腹尾節・ペニスの形状が中心となる。しかし、雄成体が記載される一方で、幼生や雌成体の記載が疎かになっている（または一緒に見つからない）ことが多い。そのため、魚類から寄生虫としてプラニザ幼生のみが見つかっても、種の同定までに至らないことが多い。
ウミクワガタ科（Gnathiidae）の下位分類
いずれの属にもギリシャ語で"顎"を意味するグナチア（gnathia）という名が付いている。下記に属名や、その属に含まれる種について一部記す。以下アルファベット順。
- ウミクワガタ科 Gnathiidae Leach, 1814
  - Afrignathia Hadfield and Smit, 2008
  - Bathygnathia Dollfus, 1901 - 深海性のウミクワガタ
  - Bythognathia Camp, 1988
  - Caecognathia Dollfus, 1901
    - Caecognathia calva Vanhöffen, 1914

  - Elaphognathia Monod, 1926
    - Elaphognathia cornigera Nunomura, 1992　シカツノウミクワガタ
    - E. nunomurai Ota, Tanaka, Hirose, and Hirose, 2010　ミナミシカツノウミクワガタ
    - E. discolor Nunomura, 1988　ソメワケウミクワガタ

  - Euenognathia Stebbing, 1893
  - Gibbagnathia Cohen and Poore, 1994
  - Gnathia Leach, 1814 - ウミクワガタ科最大の属で本科の半数以上の約100種が知られる。
    - Gnathia camuripenis Tanaka, 2004　カレサンゴウミクワガタ
    - G. limicola Ota and Tanaka, 2007　ドロホリウミクワガタ - 2007年に沖縄で報告された種[1]
    - G. trimaculata Coetzee, Smit, Grutter, and Davies, 2009　ムツボシウミクワガタ　- プラニザ幼生がエイやサメに寄生する

  - Monodgnathia Cohen and Poore, 1994
  - Paragnathia Omer-Cooper and Omer-Cooper, 1916
    - Paragnathia formica Hesse, 1864

  - Tenerognathia Tanaka, 2005 - 雄成体がプラニザ幼生のような形態をしている属
  - Thaumastognathia Monod, 1926 - 全体的にずんぐりとした形態をしている属